# Posnan
Posnan (ukrainisch und russisch Познань; polnisch Poznań) ist ein Dorf in der Oblast Riwne in der Ukraine.
Es ist direkt an der Grenze zu Belarus am Fluss Stwyha (Ствига) gelegen, das ehemalige Rajonszentrum Rokytne ist 40 Kilometer südlich, das Oblastzentrum Riwne 138 Kilometer südwestlich entfernt.
Es wurde 1906 offiziell gegründet und geht aus einer Holzfällersiedlung hervor. Der Ort lag bis 1917/21 im Russischen Reich im Gouvernement Minsk, kam dann zur Zweiten Polnischen Republik in die Woiwodschaft Polesien, Powiat Łuniniec, Gmina Berezów und wurde 1939 von der Sowjetunion und 1941 durch Deutschland besetzt. 1945 kam der Ort nach der Rückeroberung durch die Rote Armee endgültig zur Ukrainischen SSR, seit 1991 ist er ein Teil der heutigen Ukraine.
Am 12. Juni 2020 wurde das Dorf ein Teil neu gegründeten Landgemeinde Beresowe, bis dahin war es Teil der Landratsgemeinde Hlynne im Norden des Rajons Rokytne.
Am 17. Juli 2020 wurde der Ort Teil des Rajons Sarny.